# 2022 în științifico-fantastic
- 2021 în științifico-fantastic — 2022 în științifico-fantastic — 2023 în științifico-fantastic

2022 în științifico-fantastic va implica o serie de evenimente notabile:

## Filme
| Titlu    | Regizor       | Distribuție                                                  | Țara                       | Sub-Gen /Note     |
| -------- | ------------- | ------------------------------------------------------------ | -------------------------- | ----------------- |
| Avatar 2 | James Cameron | Sam Worthington, Zoe Saldana, Sigourney Weaver, Stephen Lang | Statele Unite ale Americii | 16 decembrie 2022 |

## Seriale TV
- Salvage Marines

## Premii

### Premiul Hugo
Premiile Hugo decernate la Worldcon pentru cele mai bune lucrări apărute în anul precedent:
- Premiul Hugo pentru cel mai bun roman:
- Premiul Hugo pentru cea mai bună povestire:
- Premiul Hugo pentru cea mai bună prezentare dramatică:
- Premiul Hugo pentru cea mai bună revistă profesionistă:
- Premiul Hugo pentru cel mai bun fanzin:

### Premiul Nebula
Premiile Nebula acordate de Science Fiction and Fantasy Writers of America pentru cele mai bune lucrări apărute în anul precedent:
- Premiul Nebula pentru cel mai bun roman:
- Premiul Nebula pentru cea mai bună nuvelă:
- Premiul Nebula pentru cea mai bună povestire: